# 南錫派美術館

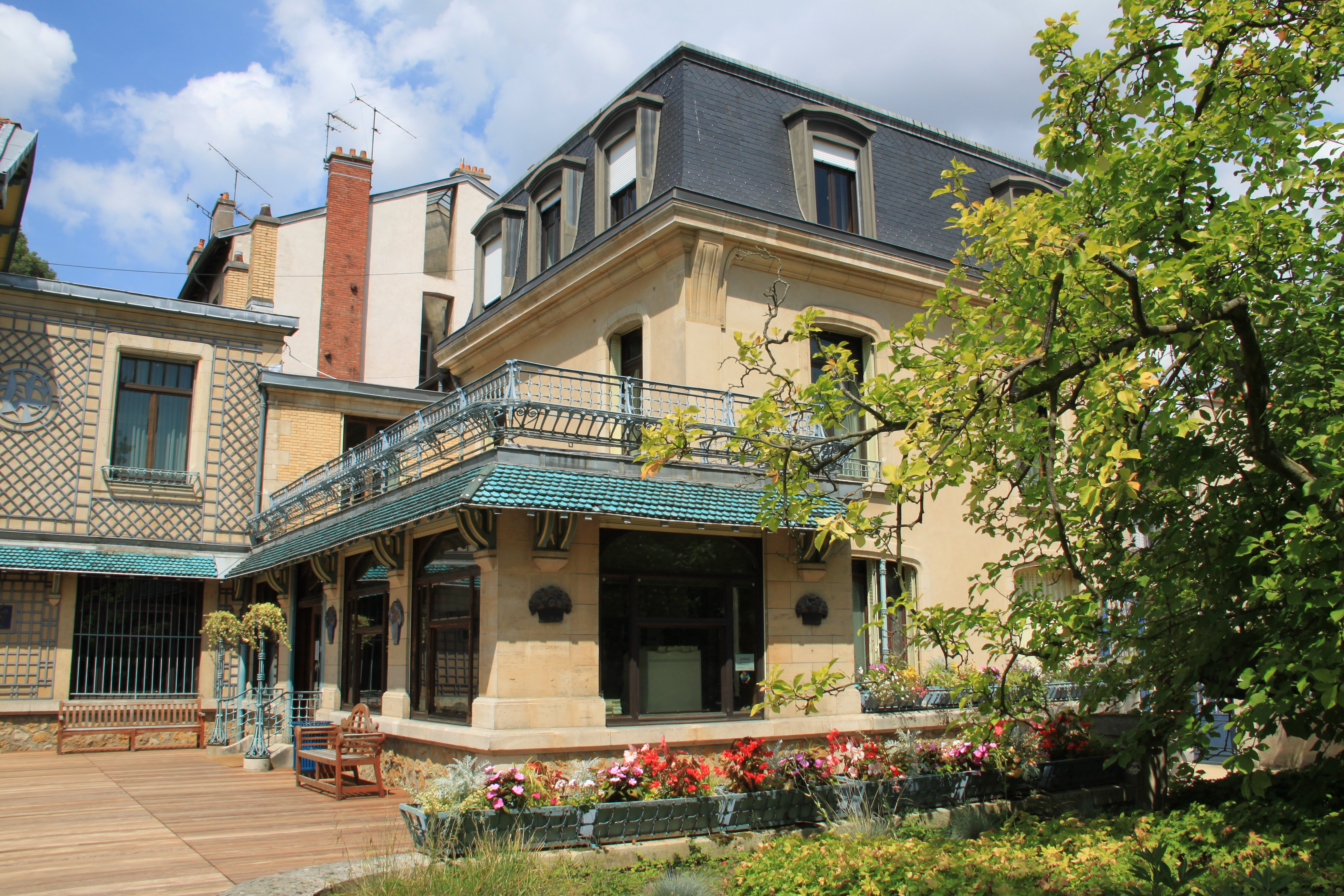
南錫派美術館

南錫派美術館（法語：Musée de l'École de Nancy) 是位於法國城市南錫的一座美術館，成立於1964年，主要收藏南錫派的美術作品。除了繪畫之外，南錫派美術館也收藏眾多工藝品等美術作品。

## 外部連結
维基共享资源上的相關多媒體資源：Saint-Martin Church, Colmar
- Structurae数据库中南錫派美術館的数据

- History and description of the organ （法文）